# Университет Удине
Университет Удине (итал. Università degli Studi di Udine) — итальянское государственное высшее учебное заведение со статусом университета со штаб-квартирой в городе Удине региона Фриули-Венеция-Джулия, административном центре одноимённой провинции.
Основан в 1978 году в рамках плана реконструкции Фриули после разрушительного землетрясения 1976 года. как двуязычный университет в рамках Альпийско-Адриатической рабочей группы и с учётом стремления региона к автономии.
Является важным центром изучения фриульского языка.
В 2020/21 году здесь обучалось 14 986 студентов.

## Структура
- Медицинский факультет
- Политехнический факультет инженерии и архитектуры
- Кафедра языков и литературы, коммуникаций, образования и социальных наук
- Департамент аграрных наук и продовольствия, окружающей среды и животноводства
- Кафедра экономики и статистики
- Департамент юридических наук
- Кафедра математических, компьютерных и физических наук
- Департамент гуманитарных наук и культурного наследия

## Известные выпускники и преподаватели
- Бьянки, Патрицио
- Гама, Сара
- Джордано-Бруно, Анна
- Дзайя, Лука
- Маринелли, Джованни Джузеппе